# Pruthidiplosis mimusopsicola
Pruthidiplosis mimusopsicola är en tvåvingeart som beskrevs av Mani 1934. Pruthidiplosis mimusopsicola ingår i släktet Pruthidiplosis och familjen gallmyggor. Inga underarter finns listade i Catalogue of Life.